# Adamit (kibuc)
Adamit (hebr. אדמית; ang. Adamit) – kibuc położony w Samorządzie Regionu Matte Aszer, w Dystrykcie Północnym, w Izraelu. Członek Ruchu Kibuców (Ha-Tenu’a ha-Kibbucit).

## Położenie
Kibuc jest położony na wysokości 453 metrów n.p.m. w górzystej okolicy północno-zachodniej części Górnej Galilei. Leży na południowym skraju stromej skarpy płaskowyżu Wyżyny Adamit (ok. 460 m n.p.m.). Po stronie południowej znajduje się głębokie wadi strumienia Becet (spadek terenu wynosi ponad 200 metrów), a po stronie zachodniej i północnej jest wadi strumienia Namer (spadek terenu około 100 metrów). Oba strumienie łączą się i spływają w kierunku zachodnim między wzgórzami Zachodniej Galilei na równinę przybrzeżną Izraela. Teren wznosi się w kierunku północno-wschodnim. Okoliczne góry są w większości zalesione. W odległości około 600 metrów na północnym zachodzie przebiega granica Libanu. W otoczeniu Adamit znajdują się miejscowość Szelomi, kibuce Elon i Chanita, moszaw Ja’ara, oraz arabska wieś Aramisza. Na wschód od kibucu znajduje się baza wojskowa Szomera, a przy granicy libańskiej są położone posterunki Sigint i Adamit. Po stronie libańskiej leżą wioski Alma asz-Szab, Butajszijja i Zahajra.

### Podział administracyjny
Adamit jest położony w Samorządzie Regionu Matte Aszer, w Poddystrykcie Akka, w Dystrykcie Północnym.

## Demografia
Stałymi mieszkańcami kibucu są wyłącznie Żydzi. Tutejsza populacja jest świecka:

## Historia

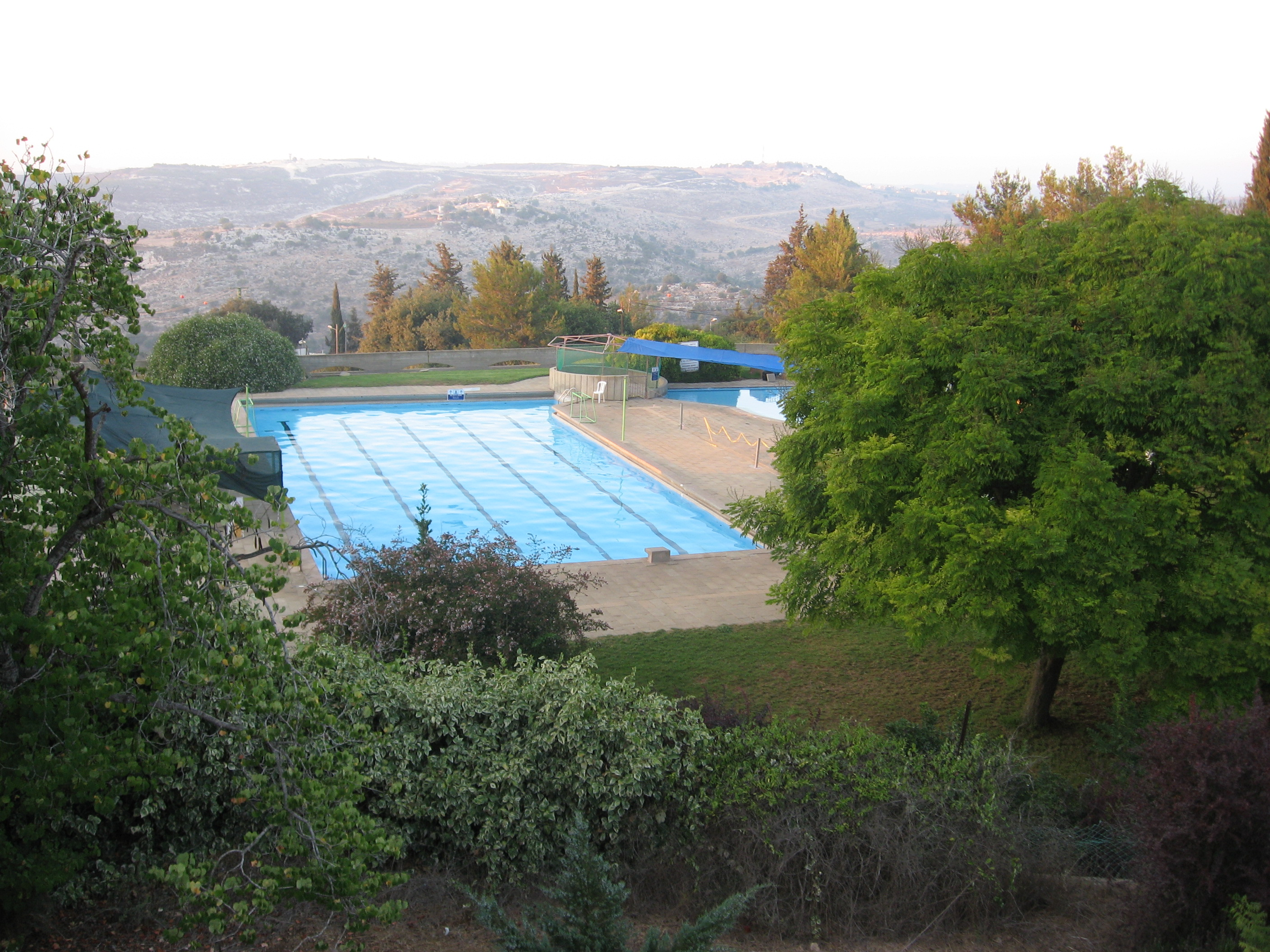
Basen w kibucu Adamit

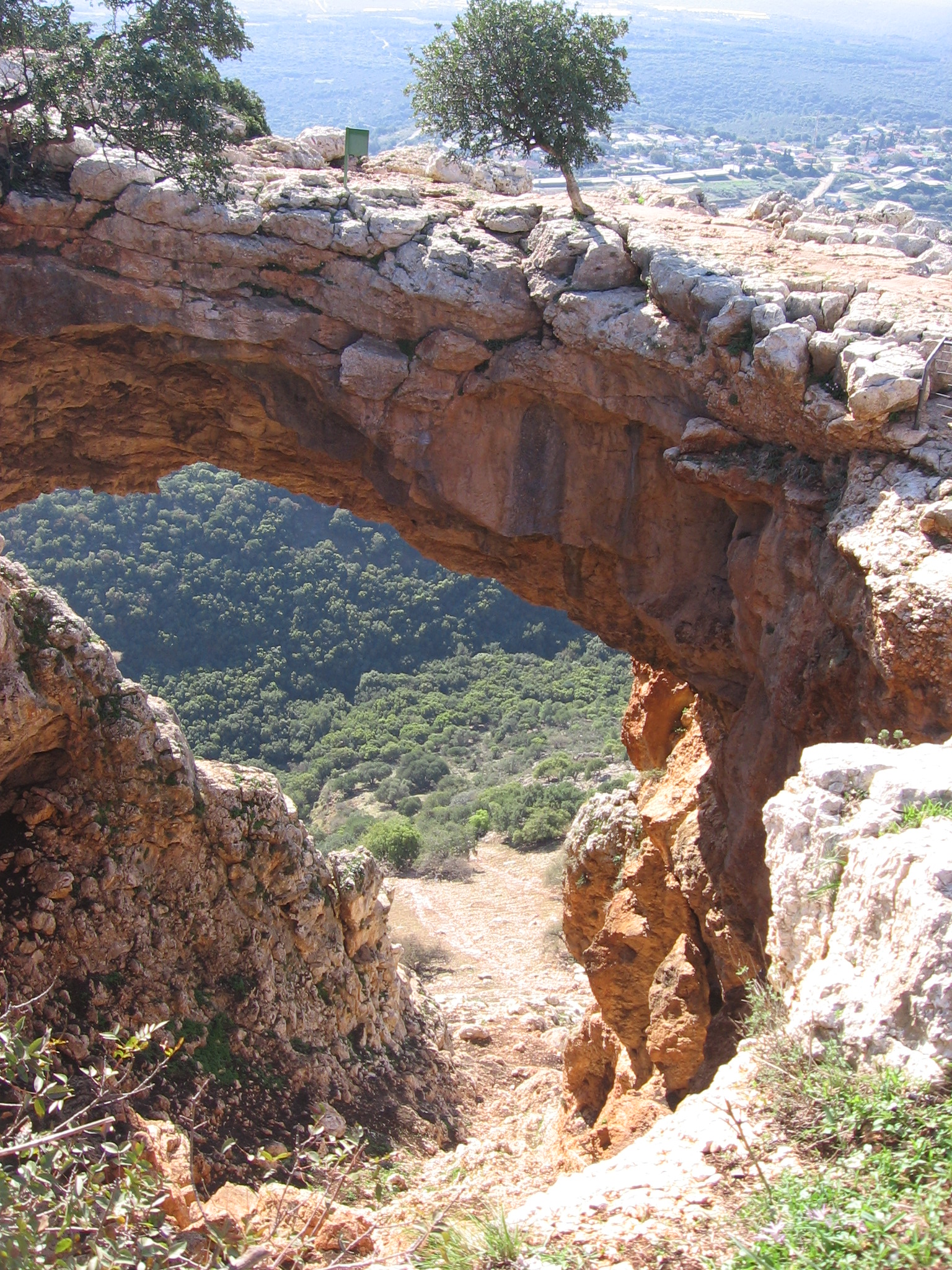
Rezerwat Przyrody Strumienia Becet

Pierwotnie w okolicy tej istniała arabska wieś Chirbat Iribbin (około 1 km na wschód). Podczas wojny domowej w Mandacie Palestyny w 1948 roku w rejonie wioski stacjonowały siły Arabskiej Armii Wyzwoleńczej. Podczas I wojny izraelsko-arabskiej w październiku 1948 roku Izraelczycy przeprowadzili operację Hiram, w trakcie której 31 października 1948 roku zajęto wieś. Wszystkich jej mieszkańców wysiedlono (uciekli do sąsiedniego Libanu), a domy wyburzono. Po wojnie w tamtym rejonie istniały nieuznawane oficjalnie przez władze izraelskie beduińskie koczowiska al-Nawaqir, Arab al-Aramsza, Dżordeikh i Kirbat Idmit. Dopiero przyjęta w latach 80. XX wieku polityka przymusowego osiedlania Beduinów, spowodowała zmianę podejścia do koczowisk, które przekształcono w wieś Aramisza.
Wcześniej, bo w sierpniu 1958 roku, przy granicy z Libanem powstała żydowska osada Adamit. Początkowo była to paramilitarna wieś rolnicza wchodząca w część programu Nachal. Ten program wojskowy umożliwiał żydowskim osadnikom połączenie służby wojskowej w Siłach Obronnych Izraela z pracą rolniczą. Założycielami byli członkowie młodzieżowej organizacji syjonistycznej Ha-Szomer Ha-Cair z Francji. Trudności ekonomiczne spowodowały jednak, że w 1967 roku osada została porzucona. W 1969 roku opiekę nad zabudowaniami przejął Ha-Kibuc Ha-Arci. Na zasadach wolontariatu członkowie ruchu przyjeżdżali tutaj na rok i pracowali przy utrzymaniu upraw rolniczych. W 1971 roku nastąpiła odbudowa kibucu, w którym zamieszkali imigranci z Wielkiej Brytanii, Kanady i Stanów Zjednoczonych. Wszyscy oni przeszli wcześniej szkolenie w kibucu Miszmar ha-Emek. W latach 80. XX wieku kibuc znalazł się w głębokim kryzysie gospodarczym. Postępowanie ugodowe z bankami zakończyło się w 2011 roku. Kibuc jest w trakcie procesu częściowej prywatyzacji, tak aby jego członkowie osiągnęli niezależność ekonomiczną. W 2003 roku zainicjowano budowę nowego osiedla mieszkaniowego. Powstało ono w zachodniej części kibucu i oferuje domy na sprzedaż.

## Edukacja
Kibuc utrzymuje przedszkole. Starsze dzieci są dowożone do szkoły podstawowej i średniej w kibucu Kabri.

## Kultura i sport
W kibucu znajduje się dom kultury z biblioteką. Jest tutaj basen pływacki, boisko do piłki nożnej oraz sala sportowa z siłownią.

## Turystyka
Kibuc jest położony na wzgórzu, z którego rozciąga się rozległa panorama na Galileę. Po stronie południowej znajduje się Rezerwat Przyrody Strumienia Becet. Okoliczne góry są porośnięte lasami i stanowią cel licznych wędrówek pieszych. Ruch turystyczny jest jednak podporządkowany izraelskim siłom bezpieczeństwa, które udostępniają okolicę w zależności od sytuacji na granicy libańskiej.

## Gospodarka
Gospodarka kibucu opiera się na intensywnym rolnictwie i sadownictwie, jednak stopniowo rośnie znaczenie obsługi ruchu turystycznego. Uprawia się tutaj awokado, winorośl, ciecierzycę, banany i tytoń, oraz hoduje drób. Znajduje się także wytwórnia chipsów oraz zakład metalowy Matad Adamit Industries.

## Infrastruktura
Kibuc posiada przychodnię zdrowia, sklep wielobranżowy i warsztat mechaniczny.

## Transport
Z kibucu wyjeżdża się na północ na drogę nr 8993, którą jadąc na północny wschód dojeżdża się do wsi Aramisza, lub na południowy zachód do skrzyżowania z drogą nr 899. Jadąc drogą nr 899 na wschód dojeżdża się do moszawu Ja’ara, lub na zachód do drogą nr 70 przy miejscowości Szlomi.